# آنزیم اکسیداتیو

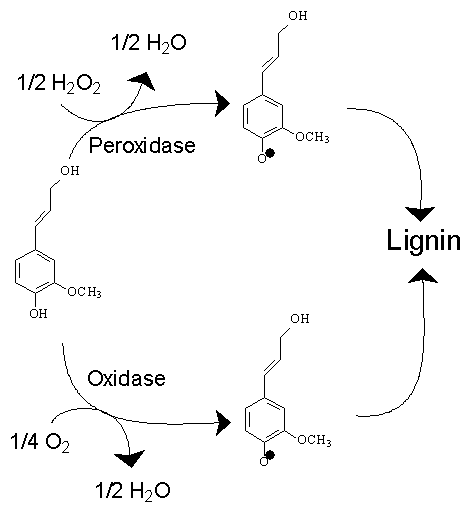
پلیمریزاسیون کنیفریل الکل به لیگنین. این واکنش دارای دو مسیر جایگزین است که توسط دو آنزیم اکسیداتیو مختلف، پراکسیدازها یا اکسیدازها کاتالیز می‌شود.

آنزیم اکسیداتیو (به انگلیسی: Oxidative enzyme)، آنزیمی است که واکنش اکسایش-کاهش را فروکافت می‌کند. دو نوع رایج از آنزیم‌های اکسیداتیو پراکسیدازها هستند که از هیدروژن پراکسید استفاده می‌کنند و اکسیدازها که از اکسیژن مولکولی استفاده می‌کنند. آنها سرعت تولید ای‌تی‌پی را به‌صورت هوازی افزایش می‌دهند.
آنزیم‌های اکسیداتیو مسئول قهوه‌ای شدن میوه‌هایی مانند سیب هستند. هنگامی که سطح سیب در معرض اکسیژن هوا قرار می‌گیرد، آنزیم‌های اکسیداتیو مانند پلی‌فنل اکسیداز (Polyphenol oxidase) و کاتکول اکسیداز (Catechol oxidase) میوه را اکسید می‌کنند (الکترون‌ها در هوا از بین می‌روند). با پختن میوه یا کاهش پی‌اچ (که آنزیم را از بین می‌برد، غیرفعال می‌کند، یا آنزیم را از بین می‌برد) یا با جلوگیری از رسیدن اکسیژن به سطح (مانند پوشاندن میوه) می‌توان از چنین قهوه‌ای شدن جلوگیری کرد.